# Eminem
Marshall Bruce Mathers III (sinh ngày 17 tháng 10 năm 1972), thường được biết đến với nghệ danh Eminem (/ˌɛmɪˈnɛm/; cách điệu bằng EMINƎM), là một nam rapper, nhạc sĩ, nhà sản xuất thu âm kiêm diễn viên người Mỹ. Được xem là người đã phổ biến dòng nhạc hip hop ở Mỹ, thành công toàn cầu và các sản phẩm âm nhạc được ca ngợi của Eminem đã phá bỏ rào cản chủng tộc để các rapper da trắng dễ dàng tiếp nhận dòng nhạc này, qua đó giúp anh trở thành đại diện cho tầng lớp hạ lưu của xã hội Mỹ. Anh là nghệ sĩ có ảnh hưởng lớn đến nhiều nghệ sĩ thuộc các thể loại khác nhau.
Sau album đầu tay Infinite (1996) và mini-album Slim Shady EP (1997), Eminem ký hợp đồng với Aftermath Entertainment và thành công vang dội sau đó vào năm 1999 với The Slim Shady LP. Hai album tiếp theo của anh là The Marshall Mathers LP (2000) và The Eminem Show (2002) đều thành công trên toàn thế giới và cả hai đều được đề cử giải Grammy cho Album của năm. Sau khi phát hành album tiếp theo, Encore (2004), Eminem đã bị gián đoạn sự nghiệp vào năm 2005 do chứng nghiện thuốc. Anh trở lại làng giải trí 4 năm sau đó với việc phát hành Relapse (2009) và Recovery được phát hành vào một năm sau đó. Recovery là album bán chạy nhất trên toàn thế giới năm 2010, trở thành album thứ hai của Eminem, sau The Eminem Show năm 2002, trở thành album bán chạy nhất trong năm trên toàn thế giới. Trong những năm tiếp theo, anh phát hành các album số một tại Hoa Kỳ The Marshall Mathers LP 2, Revival, Kamikaze và Music to Be Murdered By. Ngoài sự nghiệp solo, Eminem còn là thành viên của nhóm nhạc hip hop D12. Anh cũng được biết đến với sự hợp tác với rapper Royce da 5'9 ở Detroit; cả hai được gọi chung là Bad Meets Evil.
Mệnh danh "Ông hoàng rap", Eminem là một trong những nghệ sĩ âm nhạc bán chạy nhất mọi thời đại, với doanh thu ước tính hơn 220 triệu đĩa nhạc trên toàn thế giới. Anh cũng là nghệ sĩ âm nhạc bán chạy nhất Hoa Kỳ những năm 2000 và nam nghệ sĩ âm nhạc bán chạy nhất Hoa Kỳ những năm 2010, xếp thứ ba chung cuộc. Billboard vinh danh anh là "Nghệ sĩ của thập kỷ (2000–2009)". Marshall Mathers LP, The Eminem Show, "Lose Yourself", "Love the Way You Lie" và "Not Afraid" đều đã được chứng nhận Bạch kim trở lên bởi Hiệp hội Công nghiệp Ghi âm Hoa Kỳ (RIAA). Rolling Stone đã xếp anh vào danh sách 100 nghệ sĩ vĩ đại nhất mọi thời đại và 100 nhạc sĩ vĩ đại nhất mọi thời đại. Anh đã giành được nhiều giải thưởng cao quý, bao gồm 15 giải Grammy, 8 giải thưởng Âm nhạc Mỹ, 17 giải thưởng âm nhạc Billboard, một giải Oscar và một giải Biểu tượng âm nhạc toàn cầu của MTV Châu Âu. Anh đã có mười album đứng đầu bảng xếp hạng Billboard 200, giúp anh trở thành nghệ sĩ duy nhất đạt được thành tích này và năm đĩa đơn quán quân trên Billboard Hot 100.

## Cuộc đời và sự nghiệp

### 1972–1991: Những năm thiếu thời
Mathers sinh năm 1972 tại Saint Joseph, Missouri. Anh là con trai duy nhất của Marshall Bruce Mathers, Jr. (sinh năm 1951, gọi thân mật là Bruce) và Deborah Rae Nelson (sinh năm 1955, gọi thân mật là Debbie). Eminem mang trong mình dòng máu Anh, Đức, Scotland và Thụy Sĩ. Năm 14 tuổi Debbie gặp Bruce lúc đó 18 tuổi; năm 17 tuổi bà suýt chết khi sinh hạ Mathers sau 73 giờ đồng hồ đau đẻ. Cha mẹ của Eminem chơi nhạc trong ban nhạc Daddy Warbucks, tại các nhà nghỉ của chuỗi khách sạn Ramada dọc biên giới các tiểu bang North Dakota&South Dakota-Montana trước khi ly thân. Bruce bỏ rơi gia đình và chuyển tới California đồng thời có thêm hai đứa con: Michael và Sarah (sinh khoảng năm 1982). Debbie sau đó sinh thêm một người con trai, Nathan Kane Samara, sinh năm 1986. Eminem và Debbie thường đi lại qua hai tiểu bang Missouri và Michigan chứ ít khi sống cố định ở một ngôi nhà trong hơn một hay hai năm hay sống chung với người thân trong gia đình. Tại Missouri họ cư ngụ ở nhiều nơi như Saint Joseph, Savannah và Kansas City. Khi lên thiếu niên, Eminem viết nhiều lá thư cho bố anh; theo lời Debbie, tất cả các bức thư đều trở lại với dòng chữ "Trả lại người gửi." Eminem trong trí nhớ của người thân và bạn bè là một đứa trẻ vui vẻ nhưng "hơi cô độc" và thường bị bắt nạt. Một trong những kẻ bắt nạt, De'Angelo Bailey, làm Eminem chấn thương nặng ở đầu; Debbie Nelson làm đơn kiện trường học vào năm 1982 nhưng bị bác bỏ một năm sau.
Eminem trải qua quãng đời trai trẻ của mình với những người ở tầng lớp hạ-trung lưu, chủ yếu là khu người Mỹ gốc Phi ở Detroit. Anh và Debbie là một trong ba hộ gia đình người da trắng ở dãy nhà của họ, trong khi Eminem nhiều lần bị đánh bởi nhóm thanh niên người da màu. Khi còn nhỏ anh thích kể truyện với mong ước trở thành họa sĩ truyện tranh trước khi tới với hip hop. Eminem nghe bài hát rap đầu tiên ("Reckless" của Ice-T) trong nhạc phim Breakin', một món quà từ Ronnie Polkinghorn, người thân của bà Debbie, người sau này hướng dẫn về âm nhạc cho anh. Khi Polkinghorn tự tử năm 1991, Eminem không nói chuyện trong nhiều ngày và cũng không dự đám tang.
Cuộc sống của Eminem hiếm khi yên ả; anh thường tranh cãi với mẹ, người được một nhân viên xã hội miêu tả là "rất đáng ngờ, gần như hoang tưởng". Khi con trai bà trở nên nổi tiếng, Debbie nổi giận với ý kiến cho rằng bà thiếu chuẩn mực của một người mẹ, và cho rằng bà đã có công chăm non, che chở anh và đóng góp vào thành công của anh. Vào năm 1987, Debbie cho phép Kimberly Ann "Kim" Scott ở lại nhà của họ; một vài năm sau, Eminem bắt đầu có tình cảm với Scott. Sau khi mất ba năm chỉ để học lớp 9 do trốn học và điểm kém, anh bỏ học tại trường Lincoln High School năm 17 tuổi. Mặc dù có hứng thú với tiếng Anh, anh chưa bao giờ khám phá văn học cũng như ghét các môn toán và xã hội. Eminem đi làm nhiều công việc để giúp mẹ mình trả phí sinh hoạt, nhưng sau đó xác nhận rằng bà cũng hay đuổi anh ra ngoài. Khi bà ra ngoài chơi bingo, anh sẽ vặn thật to chiếc đài và ngồi viết các ca khúc.
Năm 14 tuổi, anh bắt đầu hát rap với bạn học Mike Ruby; họ lấy tên là "Manix" và "M&M". "M&M" sau này chuyển thành "Eminem". Eminem hay "mò" vào trường Osborn High School gần đó với người bạn rapper Proof để tranh tài rap. Mỗi thứ bảy họ tới dự các cuộc thi open-mic tại Hip-Hop Shop trên đường West 7 Mile. Đây được coi là khởi đầu cho giới rap tại Detroit. Nhờ nỗ lực đạt được thành công trong một nền công nghiệp mà người Mỹ gốc Phi chiếm ưu thế, Eminem được khán giả underground hip hop đánh giá cao.

### 1992–1999: Khởi đầu sự nghiệp,Infinite, vàThe Slim Shady LP
Danh tiếng của Eminem giúp anh được nhiều nhóm rap thu nhận trong đó có New Jacks. Sau khi nhóm này tan rã anh gia nhập Soul Intent. Nhóm ra mắt đĩa đơn trong EP cùng tên với sự góp mặt của Proof. Eminem và Proof sau đó hợp tác với bốn rapper khác thành lập nên nhóm Dirty Dozen (D12), ra mắt album đầu tay Devil's Night năm 2001. Eminem dính líu tới luật pháp lần đầu năm 20 tuổi khi bị bắt vì tham gia trò bắn súng sơn từ trên xe. Vụ án bị hủy vì nạn nhân không xuất hiện tại tòa.
Eminem sau đó ký hợp đồng với FBT Productions của Jeff và Mark Bass, và thu album đầu tiên Infinite với hãng thu âm Web Entertainment của FBT. Một trong các chủ đề trong ca từ của Infinite là sự khó khăn khi phải nuôi lớn cô con gái mới sinh, Hailie Jade Scott Mathers, mà trong tay không có nhiều tiền. Trong thời gian này phong cách gieo vần của Eminem, chịu ảnh hưởng từ Nas, Esham và AZ, thiếu tính bạo lực khôi hài mà anh thể hiện sau này. Các DJ ở Detroit hầu như không quan tâm tới Infinite, và phản hồi mà Eminem nhận được ("Sao cậu không làm nhạc rock & roll ấy?") dẫn tới việc anh bắt đầu làm các ca khúc thể hiện thái độ tức giận và khó chịu hơn. Eminem và Kim Scott thời gian này sống trong một khu dân cư nhiều tội phạm, hậu quả là nhà anh nhiều lần bị trộm cướp viếng thăm. Eminem nấu ăn và rửa bát với thu nhập tối thiểu tại Gilbert's Lodge, một nhà hàng ở St. Clair Shores. Người chủ cũ của anh miêu tả Eminem là một nhân viên gương mẫu khi làm việc 60 tiếng một tuần sau khi Hailie ra đời. Anh bị buộc thôi việc ngay trước dịp Giáng sinh, và nói rằng mình chỉ có "bốn mươi đô để mua tặng con bé thứ gì đó." Sau khi ra Infinite, các vấn đề cá nhân và việc lạm dụng thuốc từng khiến anh tìm tới cái chết. Tháng 3 năm 1997 anh bị đuổi khỏi Gilbert's Lodge lần cuối cùng và sống trong nhà di động của mẹ anh cùng với Kim và Hailie.

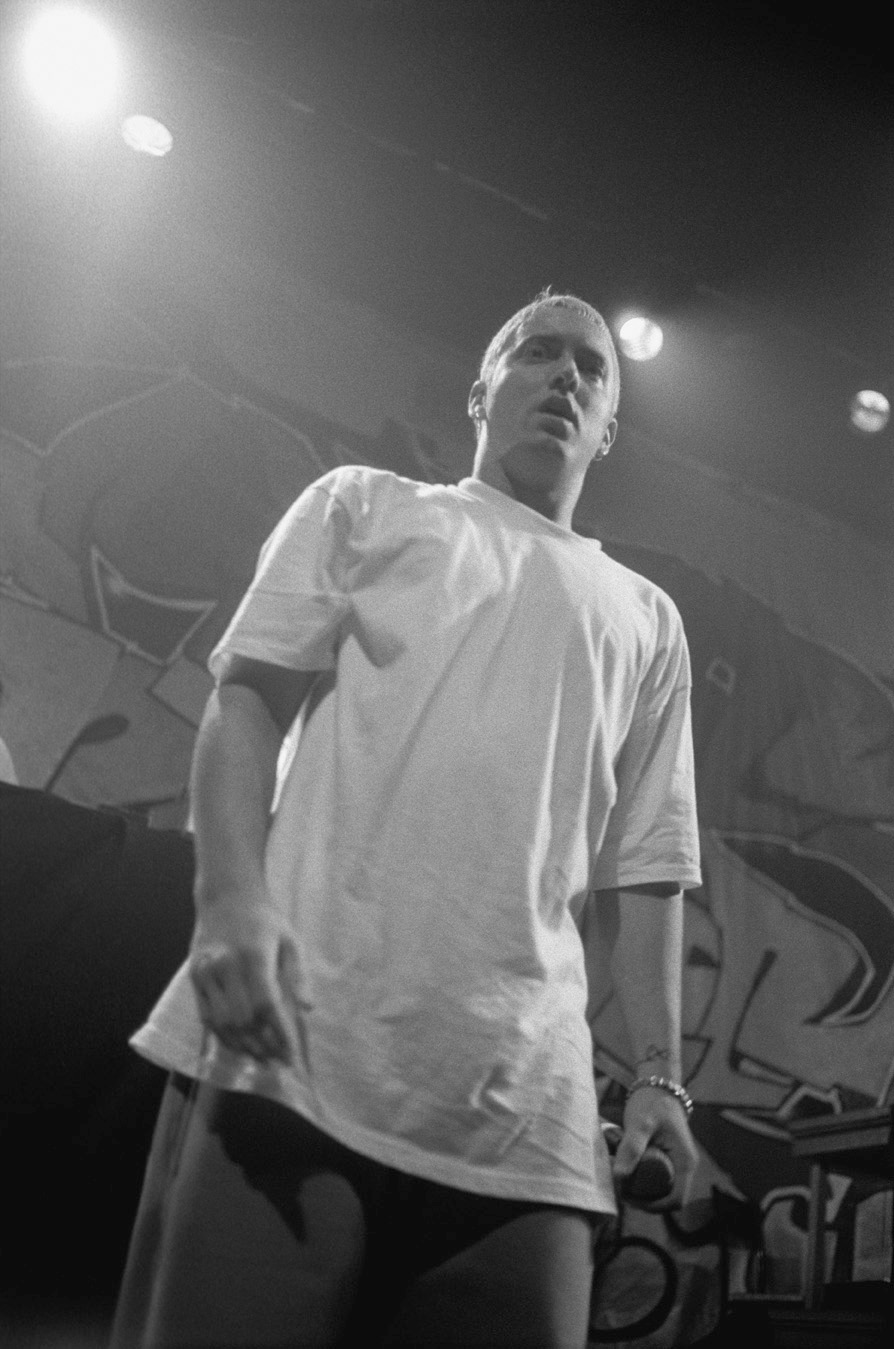
Eminem ở Đức năm 1999

Eminem thu hút nhiều sự chú ý hơn với "Slim Shady", một hình tượng bạo lực và bệnh hoạn. Nhân vật này, "một tên côn đồ buôn ma túy khát máu, bắn ra những giai điệu mạnh mẽ điên cuồng về giết người, hiếp dâm, ma túy và sống trong luật rừng", đã cho phép anh có thể biểu lộ sự giận dữ của mình. Mùa xuân năm 1997 anh thu EP đầu tiên, Slim Shady EP, và được Web Entertainment phát hành cuối năm đó. EP ngoài nói nhiều tới chuyện sử dụng ma túy, các hành vi tình dục, sự bất ổn về tinh thần và nạn bạo lực, cũng khám phá các chủ đề nghiêm túc hơn như đương đầu với cảnh nghèo túng, với những khó khăn trong hôn nhân và gia đình, cũng như cho thấy phản biện thẳng thắn, tự ti của Eminem. Tạp chí hip-hop The Source viết về Eminem trong mục "Unsigned Hype" vào tháng 3 năm 1998.
Sau khi bị đuổi khỏi nhà mình, Eminem chuyển tới Los Angeles để tranh tài tại cuộc thi Rap Olympics 1997. Sau khi anh đứng ở vị trí thứ hai, người của Interscope Records tới xem đã gửi một đĩa của Slim Shady EP tới CEO Jimmy Iovine của công ty này. Iovine mở chiếc đĩa cho nhà sản xuất Dr. Dre, người nhớ lại khoảnh khắc đó: "trong cả sự nghiệp trong ngành công nghiệp âm nhạc, tôi chưa từng tìm thấy điều gì trong một chiếc đĩa demo hay CD. Khi Jimmy bật nó lên, tôi nói, 'Đi tìm anh chàng này. Ngay lập tức.'" Mặc dù bị các cộng sự chỉ trích vì ký hợp đồng với một rapper da trắng, Dr. Dre vẫn tự tin: "Tôi không quan tâm dù da cậu màu tím đi chăng nữa; nếu cậu thấy thoải mái, tôi sẽ làm việc với cậu." Dre là thần tượng thời niên thiếu của Eminem, và anh từng khá lo lắng khi làm việc với ông trong một album: "Tôi không muốn trở nên bị ám ảnh bởi danh vọng hay nịnh nọt ông ấy quá  ... Tôi chỉ là một cậu bé da trắng đến từ Detroit. Tôi chưa bao giờ nhìn thấy các ngôi sao, nói gì tới Dr. Dre." Anh dần thoải mái hơn khi làm việc với Dre tham gia sau nhiều buổi thu chất lượng.
Eminem phát hành The Slim Shady LP vào tháng 2 năm 1999. Mặc dù là một trong những album nổi nhất năm (được chứng nhận bạch kim ba lần trong năm), anh vẫn bị cáo buộc bắt chước phong cách và chủ đề của rapper Cage. Sự nổi tiếng của album đi kèm với tranh cãi về lời bài hát; cụ thể trong "'97 Bonnie and Clyde" Eminem nói về chuyến đi chơi với cô con gái nhỏ nhưng đồng thời là để vứt đi cơ thể của vợ mình, và trong "Guilty Conscience" anh khuyến khích một người đàn ông giết vợ và người yêu của anh ta. Guilty Conscience đánh dấu tình bạn và sự gắn bó về âm nhạc của Dr. Dre và Eminem. Họ sau đó hợp tác trong một số bản hit khác như ("Forgot About Dre" và "What's the Difference" trong album 2001 của Dre và "Bitch Please II" trong The Marshall Mathers LP, "Say What You Say" trong The Eminem Show, "Encore/Curtains Down" trong Encore, cũng như "Old Time's Sake" và "Crack a Bottle" trong Relapse). Dre đều ít nhất một lần xuất hiện với tư cách khách mời trong mọi album Eminem phát hành dưới tên hãng Aftermath.

### 2000–2002:The Marshall Mathers LPvàThe Eminem Show

Eminem và Proof tại Voodoo Experience vào tháng 10 năm 2000

The Marshall Mathers LP được phát hành tháng 5 năm 2000. Album bán được 1.760.000 bản trong tuần đầu tiên, phá kỷ lục tại Mỹ dành cho album hip hop bán nhanh nhất (Doggystyle của Snoop Dogg) và album solo bán nhanh nhất ...Baby One More Time của Britney Spears). Đĩa đơn đầu tiên trong album, "The Real Slim Shady", thành công bất chấp nhiều tranh cãi về những lời lăng mạ và khẳng định gây nghi ngờ của Eminem về những người nổi tiếng. Trong đĩa đơn thứ hai, "The Way I Am", anh nói về áp từ từ phía công ty thu âm buộc anh phải đưa đĩa đơn "My Name Is" tới thành công. Trong đĩa đơn thứ ba, "Stan" (lấy mẫu bài hát "Thank You" của Dido) Eminem nói về sự nổi tiếng mới đến với mình bằng câu chuyện về người hâm mộ tự sát và giết bạn gái đang mang bầu của anh ta. Tạp chí Q chọn "Stan" là bài hát rap vĩ đại thứ ba mọi thời đại, trong khi Top40-Charts.com đặt bài hát ở vị trí thứ 10. Bài hát còn đứng thứ 296 trong danh sách "500 Greatest Songs of All Time" (500 bài hát vĩ đại nhất mọi thời đại) của tạp chí Rolling Stone. Tháng 7 năm 2000, Eminem trở thành nghệ sĩ da trắng đầu tiên xuất hiện trên bìa tạp chí The Source. The Marshall Mathers LP được chứng nhận bạch kim 11 lần từ RIAA.
Tại lễ trao giải Grammy lần thứ 43 vào năm 2001 Eminem biểu diễn "Stan" cùng Elton John. Tổ chức Gay & Lesbian Alliance Against Defamation (GLAAD, một tổ chức xem lời bài hát của Eminem là kì thị người đồng tính) phê phán quyết định biểu diễn cùng Eminem của John. Tờ Entertainment Weekly xếp màn biểu diễn này trong danh sách "xuất sắc nhất" cuối thập kỷ: "Cái ôm đó được cả thế giới biết đến. Eminem, người bị chỉ trích vì lời bài hát kì thị, đã chia sẻ sân khấu để biểu diễn "Stan" với một biểu tượng đồng tính, điều luôn đáng nhớ trong bất kỳ hoàn cảnh nào." Vào ngày 21 tháng 2, ngày lễ trao giải diễn ra, GLAAD tổ chức buổi biểu tình bên ngoài Trung tâm Staples (địa điểm tổ chức giải Grammy 2001). Vào năm 2001 Eminem xuất hiện trong Up in Smoke Tour với các rapper Dr. Dre, Snoop Dogg, Xzibit và Ice Cube và trong Family Values Tour với Limp Bizkit, đồng thời là ngôi sao chính trong Anger Management Tour với Papa Roach, Ludacris và Xzibit.
The Eminem Show phát hành tháng 5 năm 2002. Album đoạt ngôi quán quân trên nhiều bảng xếp hạng và bán ra trên 1,332 triệu bản trong tuần đầu. Single "Without Me", chế nhạo Limp Bizkit, Dick Cheney và Lynne Cheney, Moby và nhiều người khác. The Eminem Show (được chứng nhận bạch kim 10 lần từ RIAA) nói về các tác động của sự nổi tiếng đối với anh, mối quan hệ với người vợ và con gái cùng vị thế trong giới hip-hop, về việc tấn công một người đàn ông mà Eminem trông thấy đang hôn vợ của anh năm 2000. Mặc dù một số track biểu lộ sự giận dữ rất rõ ràng, Stephen Thomas Erlewine của AllMusic cho rằng The Eminem Show ít khiêu khích hơn The Marshall Mathers LP. L. Brent Bozell III, người từng chỉ trích The Marshall Mathers LP vì lời bài hát mang tính ghét phụ nữ, nói nhiều tới việc sử dụng quá nhiều từ tục tĩu của The Eminem Show và gọi Eminem là "Eminef" vì sự xuất hiện liên tục của từ "motherfucker" trong album. The Eminem Show là album bán chạy nhất năm 2002.

### 2003–2007:Encorevà tạm dừng hoạt động âm nhạc

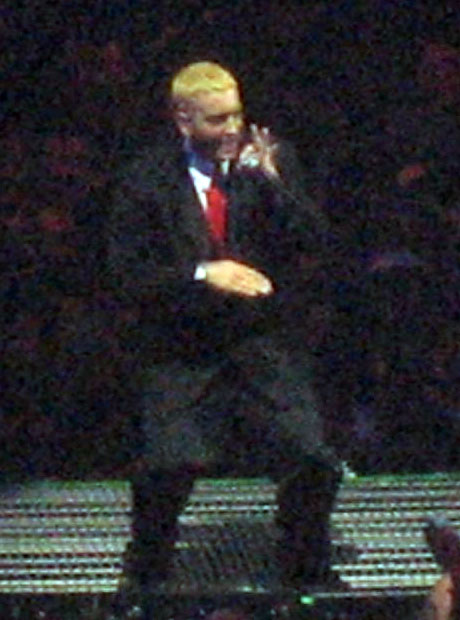
Eminem tại Anger Management Tour để quảng bá cho Encore

Encore được phát hành năm 2004. Đĩa đơn đầu tiên, "Just Lose It", gây chú ý vì chứa ca từ tiêu cực nhắm tới Michael Jackson. Vào ngày 12 tháng 10 năm 2004, một tuần sau khi "Just Lose It" ra mắt, Jackson gọi điện cho chương trình phát thanh của Steve Harvey ở Los Angeles bày tỏ sự không hài lòng đối với video bài hát (video nhắc lại một số tai tiếng của Jackson như lạm dụng tình dục trẻ em, phẫu thuật tạo hình hay tai nạn làm cháy mái tóc của ông năm 1984). Nhiều người thân và người hâm mộ của Jackson tỏ ý phản đối như Stevie Wonder (gọi video là hành động "đánh kẻ ngã ngựa" và " trò vớ vẩn") và Steve Harvey. Video cũng nhại lại Pee-wee Herman, MC Hammer và Madonna trong giai đoạn Blond Ambition. "Weird Al" Yankovic, người hát nhại "Lose Yourself" với tên "Couch Potato" trong album Poodle Hat của ông năm 2003, nói với Chicago Sun-Times về sự phản kháng của Jackson: "Năm ngoái, Eminem buộc thôi dừng sản xuất video parody bài 'Lose Yourself' vì cậu ta nghĩ nó sẽ làm hỏng hình ảnh và sự nghiệp cậu ta. Cho nên tôi không lạ gì sự trớ trêu mà Michael phải qua." Mặc dù Black Entertainment Television ngừng không phát video nữa, MTV thông báo vẫn tiếp tục chiếu video này. Tờ The Source, thông qua CEO Raymond "Benzino" Scott, kêu gọi dỡ bỏ video, loại bài hát ra khỏi album còn Eminem phải công khai xin lỗi Jackson. Năm 2007 Jackson và Sony mua lại Famous Music từ Viacom, giúp Jackson có trong tay bản quyền các bài hát của Eminem, Shakira, Beck và nhiều người khác.
Mặc dù đĩa đơn đầu tiên có chủ đề hài hước, Encore lại khám phá những vấn đề nghiêm túc với bài hát phản chiến "Mosh". Bài hát chỉ trích Tổng thống George W. Bush trong lời bài hát như "to disarm, this weapon of mass destruction that we call our president" (ám chỉ việc Bush lấy lý do đưa quân tới Iraq là do vũ khí hủy diệt hàng loạt, nhưng chính ông mới là thứ nguy hiểm đó). Vào ngày 25 tháng 10 năm 2004, một tuần trước bầu cử tổng thống Hoa Kỳ 2004, Eminem phát hành video âm nhạc của "Mosh" trên mạng Internet. Trong video dưới dạng hoạt hình, Eminem tập hợp một đội quân (trong đó có rapper Lloyd Banks) các nạn nhân dưới sự cai trị của Bush và dẫu đầu họ tới Nhà Trắng. Khi họ xông vào, người ta mới biết họ ở đó để đăng ký bầu cử. Sau khi Bush tái đắc cử, đoạn kết của video được thay đổi với hình ảnh Eminem và những người biểu tình chiếm Nhà Trắng trong lúc tổng thống đang phát biểu.
Vào năm 2005 Eminem xếp thứ 58 trong cuốn sách của Bernard Goldberg, 100 People Who Are Screwing Up America. Goldberg trích dẫn một mục báo vào năm 2001 bởi Bob Herbert của tờ The New York Times, trong đó Herbert viết "Trong thế thế giới của Eminem, mọi phụ nữ đều là những mụ điếm và anh ta sẵn sàng hiếp và giết chết họ", và bài hát "No One's Iller" trong Slim Shady EP làm ví dụ cho sự thù hận, ghét bỏ nữ giới của rapper này. Mùa hè năm đó Eminem thực hiện chuyến lưu diễn ba năm tại Hoa Kỳ khi Anger Management 3 Tour có sự tham gia của 50 Cent, G-Unit, Lil Jon, D12, Obie Trice và The Alchemist. Vào tháng 8 anh hủy bỏ đợt diễn tại châu Âu và thông báo rằng anh vừa bắt đầu quá trình phục hồi khỏi "sự lệ thuộc vào thuốc ngủ". Curtain Call: The Hits phát hành 6 tháng 12 năm 2005 dưới tên hãng Aftermath Entertainment, bán ra trong tuần đầu tiên gần 441.000 bản tại Hoa Kỳ, và là album thứ tư liên tiếp của Eminem đoạt ngôi quán quân trên Billboard Hot 200. Album được chứng nhận bạch kim hai lần từ RIAA.

### 2008–2009:RelapsevàRelapse: Refill

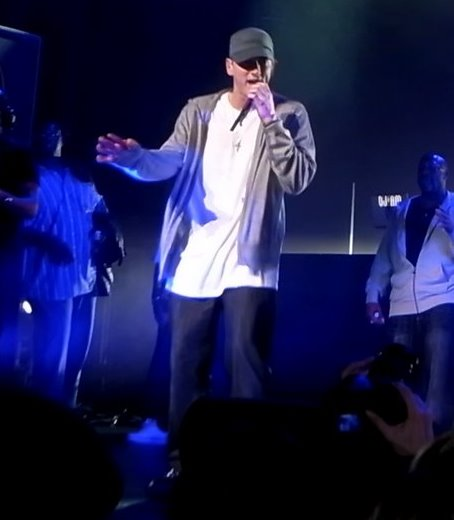
Eminem biểu diễn cùng D12 tháng 5 năm 2009

Eminem xuất hiện trên kênh Shade 45 Sirius của anh vào tháng 9 năm 2008 với tuyên bố rằng mình đang trong quá trình tập trung vào việc sản xuất album mới. Interscope xác nhận album mới sẽ được phát hành vào mùa xuân 2009. Vào tháng 12 năm 2008 Eminem tiết lộ thêm một số chi tiết của album có tên Relapse: "Tôi và Dre dang trở lại phòng thu như xưa. Dre sẽ sản xuất phần lớn các track trong 'Relapse'. Chúng tôi sẽ về với phong cách tinh quái trước kia ... tôi chỉ có thể tiết lộ thế thôi."
Theo tin từ một cuộc họp báo vào tháng 3 năm 2009, Eminem sẽ ra mắt hai album mới. Đầu tiên là Relapse vào ngày 19 tháng 5. Đĩa đơn và video âm nhạc đầu tiên, "We Made You" được phát hành trước đó vào ngày 7 tháng 4. Dù Relapse không quá thành công về doanh thu như các album trước, nó vẫn nhận được nhiều ý kiến phê bình tích cực. Relapse được chọn là một trong các album số một năm 2009, bán được 5 triệu bản trên toàn thế giới. Vào ngày 30 tháng 10 anh có buổi biểu diễn chính đầu tiên trong năm tại Voodoo Experience ở New Orleans. Vào ngày 19 tháng 11 Eminem thông báo trên mạng rằng Relapse: Refill sẽ được lên kệ ngày 21 tháng 12. Album là bản tái phát hành của Relapse với 7 track mới, trong đó có "Forever". Eminem cho biết năm nay anh "muốn gửi tới cho người hâm mộ nhiều phong cách hơn như tôi đã dự định ban đầu" và hy vọng các bài hát trong The Refill sẽ giúp người hâm mộ bớt trống trải trước khi Relapse 2 phát hành năm sau.

### 2010–2011:Recoveryvà Bad Meets Evil

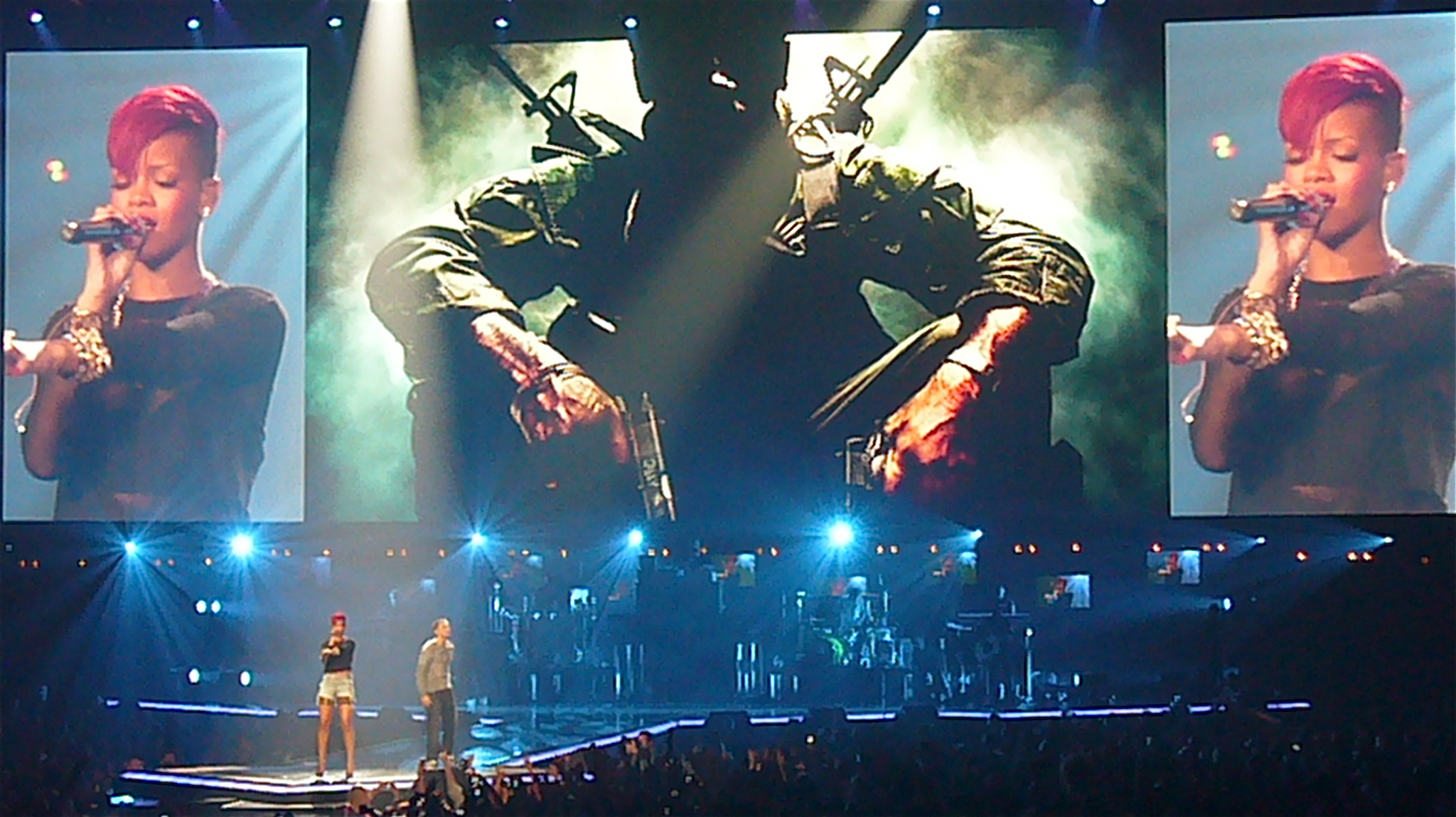
Eminem biểu diễn "Love the Way You Lie" với Rihanna tại E3 Expo Party 2010

Vào ngày 14 tháng 10 năm 2010, Eminem tweet: "Sẽ không có Relapse 2". Mặc dù vậy album mới vẫn sẽ ra mắt và mang tên Recovery và xác nhận điều này bằng việc tweet "RECOVERY" kèm theo đường dẫn tới website của mình. Eminem cho biết anh "ban đầu đã dự định ra Relapse 2 năm ngoái." nhưng do "làm việc với nhiều nhà sản xuất mới nên ý tưởng về phần hai của Relapse nhạt dần" và anh "muốn làm một album hoàn toàn mới". Album mới ra lò ngày 18 tháng 6. Tại Hoa Kỳ Recovery bán được 741.000 bản trong tuần đầu tiên, đứng đầu trên Billboard 200. Recovery đứng đầu trên Billboard 200 trong năm tuần liên tiếp trong tông số 7 tuần quán quân của album.
Billboard đưa tin Recovery là album bán chạy nhất năm 2010, giúp Eminem trở thành nghệ sĩ đầu tiên trong lịch sử Nielsen SoundScan có 2 album bán chạy nhất năm (album còn lại là The Eminem Show). Recovery cũng là album kỹ thuật số bán chạy nhất lịch sử. Đĩa đơn đầu tiên, "Not Afraid", được ra mắt ngày 29 tháng 4 và xuất phát trên Billboard Hot 100 ngay ở vị trí số một. "Not Afraid" được tiếp nối bằng "Love the Way You Lie", bài hát xuất phá ở vị trí thứ hai trước khi lên ngôi ở vị trí số một trên Billboard Hot 100. Mặc dù "Love the Way You Lie" là đĩa đơn bán chạy nhất 2010 tại Anh Quốc, nó lại chưa từng lên vị trí số một tại đây (lần đầu kể từ năm 1969). Dù còn một số phê bình vì sự thiếu ổn định, Recovery nhìn chung vẫn được đánh giá tích cực. Tính đến  ngày 21 tháng 11 năm 2010, Album có ba triệu bản được tiêu thụ tại Mỹ.
Eminem góp mặt tại BET Awards 2010 với hai ca khúc "Not Afraid" và "Airplanes, Part II" với B.o.B, và biểu diễn tại buổi hòa nhạc Activison E3. Vào tháng 6 Eminem và Jay-Z thông báo sẽ diễn chung tại Detroit và New York tại các buổi diễn mang tên The Home & Home Tour. Hai concert đầu tiên nhanh chóng cháy vé khiến ban tổ chức bổ sung thêm một show nữa tại mỗi thành phố. BET gọi Eminem là rapper số một thế kỷ XXI. Anh mở màn MTV Video Music Awards 2010 vào ngày 12 tháng 9 với "Not Afraid" và "Love the Way You Lie" với Rihanna. Nhờ thành công của Recovery và Home & Home Tour, Eminem được MTV chọn là Hottest MC in the Game 2010 và Emcee của năm bởi tạp chí mạng HipHopDX. Anh và Rihanna sau đó hợp tác trong "Love the Way You Lie (Part II)", phân kế tiếp của đĩa đơn hit. Trong bản này, Rihanna là ca sĩ chính và hát bài hát từ góc nhìn của nhân vật nữ. Vào tháng 12 năm 2010, "Recovery" được Billboard xếp số một trong danh sách Top 25 Khoảnh khắc Âm nhạc 2010. Anh cũng xuất hiện tại Giải Grammy 2011 vào ngày 13 tháng 2 khi thể hiện "Love the Way You Lie (Part II)" cùng Rihanna và Adam Levine cũng như "I Need a Doctor" với Dr. Dre và Skylar Grey. Cùng tháng đó "Space Bound" được thông báo là đĩa đơn thứ tư trong Recovery.
Vào năm 2010, Eminem tái hợp với Royce da 5'9" với tên Bad Meets Evil và hợp tác phát hành một EP mới. Họ từng hợp tác với tên này vào năm 1999. EP có tên Hell: The Sequel được phát hành tháng 6 năm 2011. Eminem cũng góp mặt trong bài "Writer's Block" của Royce da 5'9", bài hát phát hành ngày 8 tháng 4 năm 2011. Vào ngày 3 tháng 5 họ phát hành đĩa đơn chủ đề của EP có tên "Fast Lane", cùng một video âm nhạc. Trước đó vào tháng 3, hai album The Eminem Show và The Marshall Mathers LP đạt được chứng nhận kim cương từ RIAA. Eminem là rapper đầu tiên có hai album chứng nhận kim cương. Bad Meets Evil phát hành đĩa đơn tiếp theo, "Lighters" vào ngày 6 tháng 7 và ra mắt video vào tháng 8. Vào ngày 6 tháng 8, Eminem biểu diễn một số bài hát trong sự nghiệp của anh tại Lollapalooza với các nghệ sĩ góp mặt trong mỗi bài hát đó.

### 2012–2013:The Marshall Mathers LP 2
Eminem thông báo vào ngày 24 tháng 5 năm 2012 rằng anh đang trong quá trình thực hiện album mới, theo kế hoạch sẽ ra mắt vào năm sau. Trong khi ngày phát hành và tên album chưa được ấn định, đây vẫn là một trong số các "album được mong chờ nhất 2013".
Vào ngày 11 tháng 2 năm 2013, chủ tịch Shady Records và quản lý của Eminem là ông Paul Rosenberg thông album thứ 8 của rapper này sẽ ra sau ngày Memorial Day. Rosenberg cho biết công ty "thực sự mong chờ phát hành album mới của Eminem vào năm 2013. Anh ấy đã làm album được một thời gian rồi". No I.D. được xác nhận là một trong những người sản xuất album này.
Vào ngày 14 tháng 8 bài hát "Survival" của Em hợp tác với Liz Rodrigues và được DJ Khalil sản xuất, xuất hiện trong video giới thiệu trò chơi điện tử Call of Duty: Ghosts. Tại MTV Video Music Awards 2013, album được thông báo sẽ mang tên The Marshall Mathers LP 2 (nối tiếp The Marshall Mathers LP) và dự kiến ra mắt ngày 5 tháng 11.

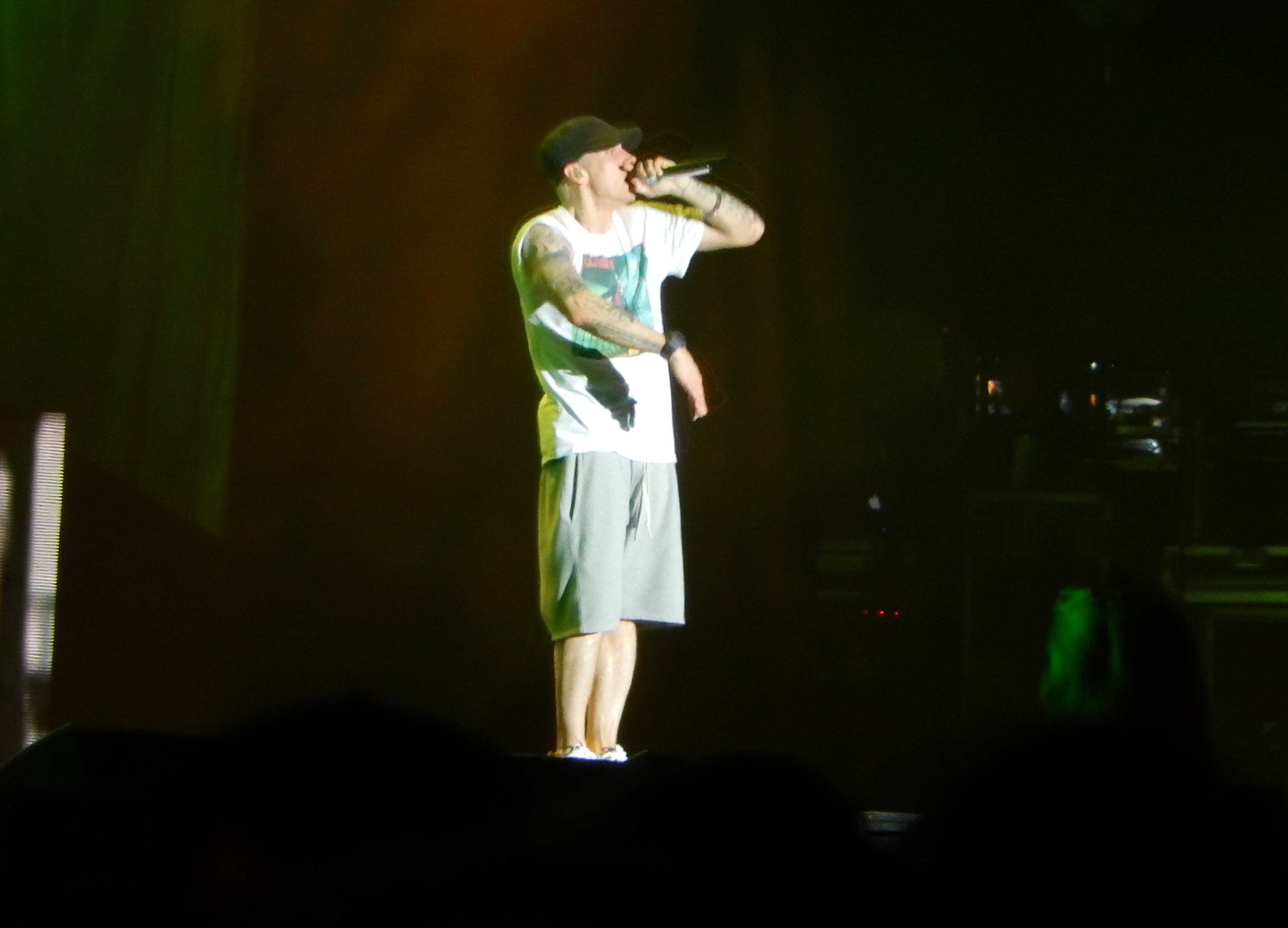
Mathers tại Lollapalooza 2014 ở Chicago

Đĩa đơn chủ đạo "Berzerk", được phát hành ngày 25 tháng 8 và ra mắt ở vị chí thứ ba trên Billboard Hot 100. Ba đĩa đơn khác gồm: "Survival, "Rap God" và "The Monster" (với Rihanna).
Album được phát hành ngày 5 tháng 11 bởi Aftermath Entertainment, Shady Records và Interscope Records. Phiên bản thường gồm 16 bài, còn bản đạc biệt có thêm một đĩa thứ hai với 5 bài khác. The Marshall Mathers LP 2 là album thứ bảy của Eminem đứng đầu khi ra mắt trên Billboard 200, đồng thời sở hữu doanh số tuần đầu tiên lớn thứ hai trong năm 2013. Anh là nghệ sĩ tiếp theo sau The Beatles có bốn đĩa đơn trong top 20 của Billboard Hot 100.
Tại Vương quốc Anh The Marshall Mathers LP 2 xuất phát ở vị trí đầu tiên trên UK Albums Chart. Với tư cách là nghệ sĩ Mỹ đầu tiên có bảy album quán quân tại Anh liên tiếp, anh cân bằng thành tích của The Beatles ở vị trí thứ hai bảng xếp hạng số album quán quân tại Anh liên tiếp. Album giúp Eminem trở thành nghệ sĩ bán đĩa đắt khách nhất tại Canada.
Vào ngày 3 tháng 11, Eminem là người đầu tiên nhận giải Nghệ sĩ của năm của YouTube Music Awards, giành giải Global Icon Award tại MTV EMA 2013. Tại lễ trao giải Grammy lần thứ 57, anh nhận giải Album Rap xuất sắc nhất cho The Marshall Mathers LP 2 và Trình diễn rap/hát hay nhất (với Rihanna) cho "The Monster".

### 2014–2016:Shady XVvàSouthpaw

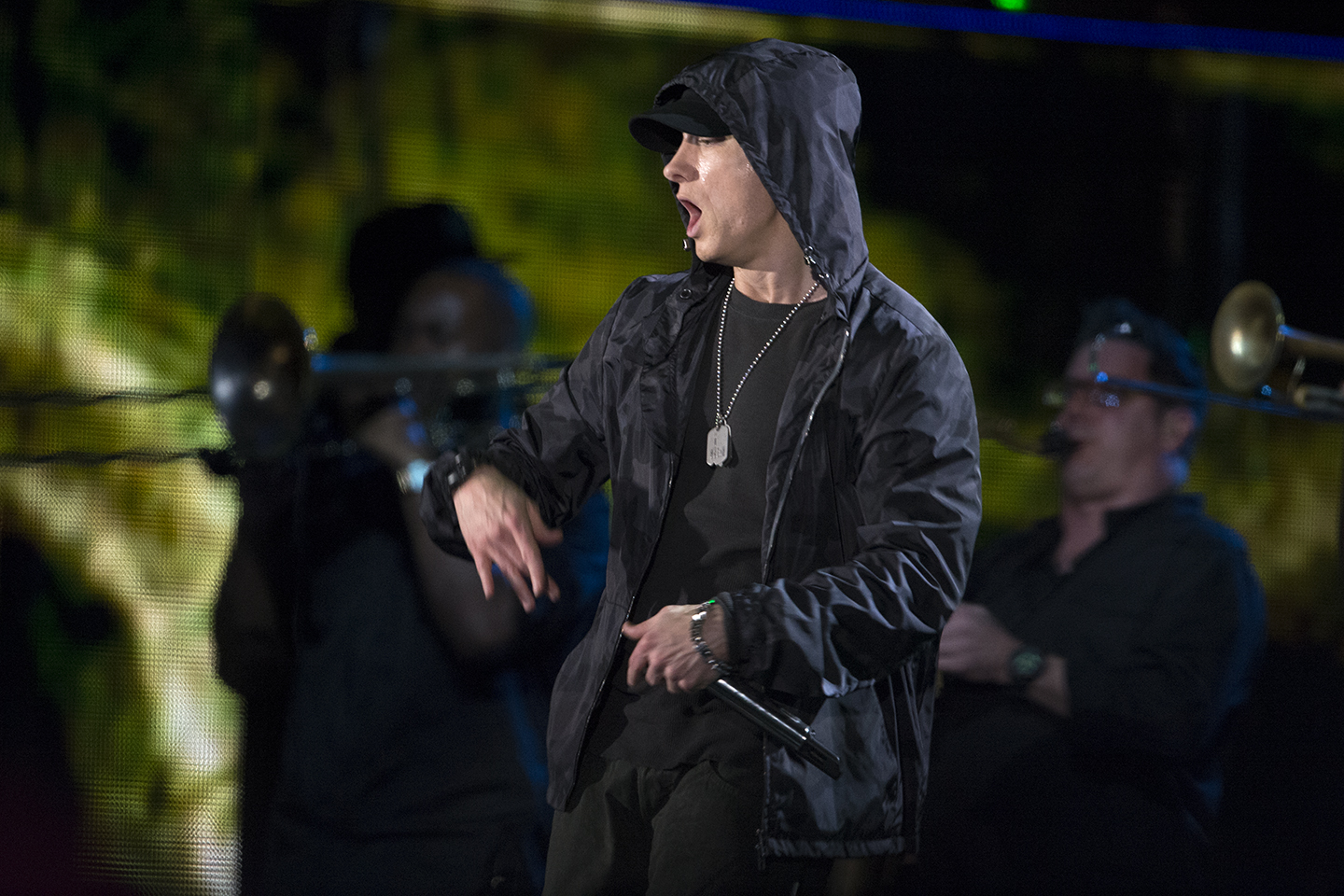
Eminem biểu diễn tại Concert for Valor ở Washington, D.C. năm 2014

Vào mùa hè năm 2014, Eminem và Rosenberg bắt đầu sử dụng hashtag #SHADYXV trên các trang mạng xã hội và Eminem mặc một chiếc áo phông với hashtag này trên sân khấu. Hashtag này sau đó được tiết lộ là tên của một album sắp tới. Ngay sau đó đĩa đơn đầu tiên của album ("Guts Over Fear", với ca sĩ kiêm nhạc sĩ Sia Furler) và danh sách bài hát của album cùng phát hành vào ngày 29 tháng 10. Shady Records đã phát hành một cypher quảng bản cho album, trong đó Eminem đã thực hiện một bản rap tự do dài bảy phút. "Detroit vs. Everybody" (đĩa đơn thứ hai của album), với Eminem, Dej Loaf, Royce da 5'9 ", Danny Brown, Big Sean và Trick-Trick, được phát hành vào ngày 11 tháng 11 Shady XV, phát hành vào Ngày 24 tháng 11 trong tuần Thứ Sáu Đen, Album ra mắt ở vị trí thứ ba trên bảng xếp hạng Billboard 200, với doanh số tuần đầu tiên là 138.000 bản tại Hoa Kỳ.
The Official Eminem Box Set, một box-set bao gồm 10 sản phẩm âm nhạc kéo dài xuyên suốt sự nghiệp, được phát hành vào ngày 12 tháng 3 năm 2015, bao gồm bảy trong số tám album phòng thu của Eminem (không tính Infinite), nhạc phim 8 Mile, đĩa tổng hợp Eminem Presents: The Re-Up và Curtain Call: The Hits.
Eminem là nhà sản xuất nhạc phim của bộ phim thể thao Southpaw. Đĩa đơn đầu tiên của nhạc phim mang tên 'Phenomenal' được phát hành vào ngày 2 tháng 6 năm 2015. Một đĩa đơn khác "Kings Never Die" của Eminem với Gwen Stefani, được phát hành vào ngày 10 tháng 7 năm 2015 trên YouTube. Eminem là nhân vật được phỏng vấn đầu tiên của Zane Lowe trong Beats 1. Cuộc phỏng vấn được truyền hình trực tiếp trên đài phát thanh Beats 1 vào ngày 1 tháng 7 năm 2015.
Eminem xuất hiện trên chương trình Only in Monroe, được sản xuất tại Monroe, Michigan và được phỏng vấn bởi người dẫn chương trình khách mời Stephen Colbert cho một tập phát sóng ngày 1 tháng 7 năm 2015. Trong tập đó Eminem đã trình diễn một đoạn các bài hát của Bob Seger theo lời nhắc của Colbert và thảo luận về Southpaw. Vào tháng 6 năm 2015, có thông tin tiết lộ rằng anh sẽ đóng vai trò là nhà sản xuất điều hành và giám sát âm nhạc trên loạt phim truyền hình Motor City dựa trên bộ phim Narc năm 2002.
Vào ngày 19 tháng 10 năm 2016, Eminem phát hành một bài hát mới có tên "Campaign Speech", một bài hát hip hop mang đề tài chính trị và thông báo rằng anh đang sản xuất một album mới. Vào ngày 17 tháng 11 năm 2016, Eminem phát hành phiên bản làm lại của 'Infinite' trên YouTube. Vào ngày 22 tháng 11 năm 2016, Eminem phát hành một đoạn giới thiệu cho bộ phim tài liệu ngắn 10 phút có tên là Partners in Rhyme: The True Story of Infinite.

### 2017–nay:Revival,Kamikaze, Music To Be Murdered By
Vào tháng 2 năm 2017, Eminem góp giọng trong bài hát "No Favors" thuộc album I Decided của Big Sean. Trong bài hát, Eminem đã gọi Tổng thống mới đắc cử Donald Trump là một "con chó cái", đồng thời cũng nói về việc cưỡng hiếp nhà bình luận chính trị và xã hội bảo thủ Ann Coulter, người ủng hộ Trump, và nhiều người khác. Coulter đáp lại rằng: "Tôi nghĩ thật không may khi cánh tả, từ Berkeley đến Eminem với các bài hát rap của mình, đã bình thường hóa bạo lực đối với phụ nữ, như Eminem đã làm."
Eminem tham gia cypher thường niên của Giải thưởng Hip Hop BET 2017 khi sử dụng một bản rap có tên "The Storm", nhằm chỉ trích chính quyền Trump, trong những vấn đề như thái độ của Trump đối với việc các đội bóng thi đấu tại National Football League biểu tình về nỗ lực khắc phục sau cơn bão Maria và thiếu cải cách kiểm soát súng đạn sau vụ xả súng ở Las Vegas năm 2017. Eminem cũng đưa ra tối hậu thư nói rằng những người ủng hộ Trump không thể là người hâm mộ của anh. Bài hát đã nhận được nhiều lời khen ngợi từ các rapper khác sau khi phát hành. Vào tháng 10 năm 2017, Eminem góp giọng trong "Revenge", một ca khúc thuộc album Beautiful Trauma của Pink. Có thông tin cho rằng Cơ quan Mật vụ đã phỏng vấn Eminem vào năm 2018-2019, liên quan đến lời bài hát đe dọa Tổng thống Trump và con gái Ivanka.
Bắt đầu từ cuối tháng 10 năm 2017, Eminem và Paul Rosenberg bắt đầu sản xuất album mới có tựa đề Revival. Cuối tháng 11, đĩa đơn đầu tiên "Walk on Water" được phát hành, có sự góp mặt của Beyoncé. Bài hát được trình diễn trực tiếp lần đầu tiên tại MTV Europe Music Awards 2017 vào ngày 12 tháng 11 với sự góp mặt của Skylar Grey. Anh xuất hiện trên Saturday Night Live vào ngày 18 tháng 11, biểu diễn các ca khúc "Walk on Water", "Stan" và "Love the Way You Lie" cùng với Skylar Grey. Vào ngày 28 tháng 11, Dr. Dre đăng một video xác nhận thời điểm phát hành album là ngày 15 tháng 12 năm 2017. Vào ngày 8 tháng 12, Eminem phát hành một đĩa đơn quảng cáo có tựa đề "Untouchable". Bất chấp việc album bị rò rỉ trực tuyến trước đó hai ngày, Revival vẫn được phát hành theo đúng kế hoạch vào ngày 15 tháng 12. Vào ngày 5 tháng 1 năm 2018, đĩa đơn thứ hai "River" được phát hành có sự góp mặt của Ed Sheeran. Nó trở thành album thứ tám liên tiếp của Eminem đứng đầu bảng xếp hạng Billboard 200 của Mỹ với 197.000 bản được bán ra trong tuần đầu tiên. Anh trở thành nghệ sĩ âm nhạc đầu tiên có 8 album liên tiếp đứng đầu bảng xếp hạng này. Album vấp phải nhiều đánh giá trái chiều từ các nhà phê bình và thường được coi là album tệ nhất của anh. Vào năm 2018, một phiên bản mới của "Nowhere Fast" với sự tham gia của Kehlani và bản phối lại của "Chloraseptic" đã được phát hành từ Revival.
Vào ngày 31 tháng 8 năm 2018, Eminem phát hành album phòng thu thứ mười Kamikaze, đây là album phòng thu thứ hai của anh sau 8 tháng. Album đã đứng đầu bảng xếp hạng Billboard 200, trở thành album thứ 9 liên tiếp của anh làm được điều này, sau khi bán được 434.000 bản trong tuần đầu tiên. Album được phát hành như một phản ứng trước những lời chỉ trích về Revival, album bị đánh giá là tệ nhất của anh. Album được quảng bá với ba đĩa đơn: "Fall", "Venom", từ bộ phim cùng tên năm 2018 và "Lucky You". Trong tập ngày 15 tháng 10 năm 2018 của chương trình truyền hình Jimmy Kimmel Live!, Eminem đã biểu diễn bài hát "Vemom" tại tầng 103 của Tòa nhà Empire State ở Thành phố New York.
Trong album, các bài hát có nội dung chỉ trích những nhạc sĩ khác, chủ yếu là các rapper và một số đã phản ứng công khai. Eminem và rapper Machine Gun Kelly đã có mối thù dai dẳng trong nhiều năm, Kelly phát hành một diss track có tựa đề "Not Alike" và "Rap Devil" vào ngày 3 tháng 9; cả hai bài hát đều được sản xuất bởi Ronny J. Kelly tiếp tục mối thù tại một buổi hòa nhạc, gọi đây là "trận chiến giữa quá khứ và tương lai chết tiệt". Eminem đáp lại bằng "Killshot" vào ngày 14 tháng 9. "Killshot" đạt 38,1 triệu lượt xem trực tiếp trên YouTube trong 24 giờ đầu tiên và hơn 80 triệu lượt xem trong tuần đầu tiên. Bài hát cũng đứng ở vị trí thứ 3 trên Billboard Hot 100, trở thành ca khúc thứ 20 nằm trong top 10 của Eminem trên Billboard Hot 100.
Vào ngày 17 tháng 1 năm 2020, Eminem phát hành album Music to Be Murdered By. Album đứng đầu bảng xếp hạng Billboard 200, bán được 279.000 bản album trong tuần đầu tiên. Eminem trở thành nghệ sĩ đầu tiên có mười album liên tiếp đứng ở vị trí số một tại Mỹ và là một trong sáu nghệ sĩ đã phát hành ít nhất mười album quán quân tại Mỹ. Các nhà phê bình âm nhạc ca ngợi khả năng trữ tình của Eminem và sự cải tiến sản xuất sau Kamikaze.
Trong lời bài hát của "Unaccomodating",  Eminem đề cập đến vụ đánh bom tại Manchester Arena năm 2017, đã bị chỉ trích nặng nề, nhiều nhà phê bình cho rằng lời bài hát gây phản cảm. Thị trưởng Manchester đã tố cáo lời bài hát, mô tả chúng là "gây tổn thương không cần thiết và thiếu tôn trọng sâu sắc." Lời bài hát cũng gây sự chỉ trích rộng rãi từ người thân của nạn nhân và những người khác liên quan đến vụ tấn công. Vào ngày 9 tháng 2 năm 2020, Eminem biểu diễn "Lose Yourself" tại Lễ trao giải Oscar lần thứ 92. Vào ngày 9 tháng 3 năm 2020, video âm nhạc của bài hát "Godzilla", được phát hành trên YouTube thông qua kênh của Lyrical Lemonade. Video có sự góp mặt Mike Tyson và Dr. Dre. Tính đến ngày 13 tháng 9 năm 2020, nó đã có hơn 241,8 triệu lượt xem. Vào ngày 11 tháng 3 năm 2020, 
Music to Be Murdered By được trao tặng chứng nhận Vàng.

## Hoạt động khác

### Shady Records
Sau thành công của Eminem, Interscope đề nghị với Eminem về việc thành lập hãng đĩa riêng của anh; Anh và Paul Rosenberg thành lập Shady Records vào cuối năm 1999. Eminem ký hợp đồng với D12, cùng rapper Obie Trice và ký tiếp với 50 Cent trong một dự án liên doanh với hãng Aftermath của Dr. Dre năm 2002. Vào năm 2003, Eminem và Dr. Dre kết nạp rapper người Atlanta là Stat Quo vào hàng ngũ Shady-Aftermath. DJ Green Lantern, DJ cũ của Eminem gia nhập Shady Records đến khi tranh cãi liên quan tới sự bất hòa giữa 50 Cent và Jadakiss buộc anh phải ra đi. Vào năm 2005 Eminem ký hợp đồng với một rapper Atlanta nữa, Bobby Creekwater, rapper tới từ Bờ Tây, Cashis.
Ngày 5 tháng 12 năm 2006, album tổng hợp Eminem Presents: The Re-Up được phát hành dưới tên Shady Records. Dự án bắt đầu dưới dạng mixtape, nhưng khi Eminem tìm thấy chất liệu nhạc tốt hơn dự kiến thì anh đổi ý sang ra album. The Re-Up được dành cho việc giới thiệu Stat Quo, Cashis và Bobby Creekwater.

### D12
Khi còn đang thu âm Infinite, Eminem, Proof và Kon Artis lập thành một nhóm rapper mà giờ được biết tới với tên D12, viết tắt cho "Detroit Twelve" hay "Dirty Dozen", những người biểu diễn theo phong cách giống Wu-Tang Clan. Vào năm 2001 album đầu tay của D12, Devil's Night, được phát hành. Đĩa đơn đầu tiên từ album là "Shit on You", kế đến là "Purple Pills" (bài hát về việc dùng ma túy để giải khuây) và "Fight Music". "Purple Pills" sau đó phải viết lại lời khi phát trên radio và TV, loại bỏ tất cả những câu từ về ma túy và tình dục, và đổi tên là "Purple Hills".
Sau đó, D12 không hoạt động phòng thu trong ba năm. Họ tái hợp năm 2004 với album D12 World, với các đĩa đơn hit "My Band" và "How Come". "American Pshyco 2" với sự góp mặt của B-Real, thành viên ban nhạc Cypress Hill, cũng khá nổi tiếng. Theo như lời của Bizarre, một thành viên trong D12, Eminem không có mặt trong album Blue Cheese & Coney Island bởi "anh đang bận làm việc riêng".

### Sự nghiệp diễn xuất
Sau một vai nhỏ trong The Wash (2001), Eminem ra mắt Hollywood trong bộ phim nửa tự truyện 8 Mile (2002). Theo lời của rapper này, phim nói về việc trưởng thành ở Detroit chứ không phải phái để thuật lại cuộc đời của anh. Anh thu một số ca khúc mới cho album nhạc phim trong đó có "Lose Yourself" (bài hát giành giải Giải Oscar cho bài hát gốc hay nhất năm 2003 và là đĩa đơn hip hop quán quân liên tiếp lâu nhất trong lịch sử). Eminem không có mặt tại lễ trao giải, người nhận thay là Luis Resto.
Anh còn lồng tiếng cho trò chơi video 50 Cent: Bulletproof (trong vai một nhân viên cảnh sát già bị mua chuộc nói giọng Mỹ gốc Phi) và là khách mời trong show truyền hình của hãng Comedy Central có tên Crank Yankers và một bộ phim hoạt hình mạng, The Slim Shady Show. Anh được ký hợp đồng để vào vai chính trong phiên bản điện ảnh chưa từng được bấm máy của series truyền hình Have Gun – Will Travel, và được xem xét cho vai David Rice của phim Jumper (2008). Eminem có vai khách mời trong đoạn cãi nhau với Ray Romano, trong bộ phim Funny People (2009).
Anh vào vai chính mình trong tập cuối mùa bảy của Entourage có tên "Lose Yourself" cùng Christina Aguilera. Mặc dù được trao vai chính trong phim khoa học viễn tưởng Elysium (2013), anh từ chối vì lý do đạo diễn Neill Blomkamp không thay đổi địa điểm từ Los Angeles sang Detroit. Anh đóng vai khách mời trong bộ phim hài The Interview vào năm 2014; trong đoạn phỏng vấn với nhân vật chính Dave Skylark (James Franco thủ vai), Eminem công khai thừa nhận mình đồng tính.

### Sách
Tự truyện của Eminem, The Way I Am, được xuất bản ngày 21 tháng 8 năm 2008. Ngoài khắc họa cuộc đấu tranh với cảnh nghèo khó, chứng nghiện thuốc, danh vọng, những nỗi đau khổ và sự chán nản, sách còn kể lại các câu chuyện về con đừong tới với danh tiếng, bình luận về các tranh cãi trước đây và những trang lời bài hát gốc của "Stan" và "The Real Slim Shady." Cuốn tự truyện của mẹ anh (My Son Marshall, My Son Eminem) được phát hành một tháng sau trong đó Debbie Nelson miêu tả thời thơ ấu và niên thiếu của Eminem, gặp cha của anh cũng như con đường (và những vất vả) lên đỉnh danh vọng.

### Quảng cáo và từ thiện
Eminem góp mặt trong hai đoạn quảng cáo chiếu trong trận tranh Super Bowl XLV. Trong đoạn quảng cáo đầu tiên dài một phút cho nhãn hiệu trà đá Brisk của hãng Lipton, anh xuất hiện trong hình dạng một nhân vật hoạt hình đất sét. Trong đoạn quảng cáo thứ hai dài hai phút – dài nhất trong lịch sử Super Bowl vào thời điểm đó – cho nhãn hiệu xe Chrysler 200, Eminem lái xe (với "Lose Yourself" là nhạc nền) tới buổi diễn của mình tại Nhà hát Fox.
Anh thành lập Marshall Mathers Foundation để giúp các thanh niên bị thiệt thòi. Cơ sở này liên kết với một tổ chức từ thiện do Norman Yatooma, một luật sư ở Detroit, khởi xướng.

## Phong cách nghệ thuật

### Ảnh hưởng và kĩ thuật rap
Eminem từng nhắc tới một số rapper ảnh hưởng lên cách rap của anh, trong đó có Esham, Kool G Rap, Masta Ace, Big Daddy Kane, Newcleus, Ice-T, Mantronix, Melle Mel (với bài "The Message"), LL Cool J, Beastie Boys, Run–D.M.C., Rakim và Boogie Down Productions.
Trong How to Rap, Guerilla Black nói rằng Eminem học tập các MC để trau đồi kĩ thuật rap: "Eminem nghe mọi thứ và đó là điều khiến anh ấy vĩ đại". Trong cuốn sách này, các MC khác cũng khen ngợi các khía cạnh trong phong cách của anh; chủ đề đa dạng, hài hước, kết nối với người nghe, giữ một hình thức chung cho chuỗi các album, phối hợp vần phức tạp, uốn câu từ sao cho có vần, vần đa âm tiết, nhiều vần một vạch nhịp, nhịp điệu phức tạp, cách trần thuật rõ ràng cùng với việc sử dụng giai điệu và cách nhấn lệch. Eminem được biết tới vì viết hầu hết lời bài hát ra giấy (được ghi chép trong The Way I Am), dành ra nhiều ngày hay cả tuần để để tạo lời, là một "kẻ nghiện công việc".

### Thân thế khác
Eminem sử dụng các thân thế khác (alter ego) trong các bài hát đối với các phong cách và chủ đề rap khác nhau. Thân thế nổi tiếng nhất là Slim Shady, lần đầu xuất hiện trong EP Slim Shady. Những bài hát trong thân thế này thường mạnh bạo và u ám, cùng một nét hài hước. Eminem bỏ hình tượng Slim Shady trong Recovery vì anh cho rằng nó không hợp với dòng chảy của album. Một nhân vật nữa là Ken Kaniff, một người đồng tính hay chế giễu bài hát của Eminem. Ken được sáng tạo và thể hiện bởi rapper đồng hương Detroit, Aristotle, trong Slim Shady LP, trong đó Kaniff gọi điện chơi khăm Eminem. Một cuộc tranh cãi sau khi album ra mắt dẫn tới việc Eminem sử dụng nhân vật Kaniff trong Marshall Mathers và các album sau này (ngoại trừ Encore và Recovery).

## Đời tư

### Gia đình
Eminem hai lần kết hôn với Kimberly Anne "Kim" Scott. Anh gặp Kim ở trường trung học, người kém mình hai tuổi; anh khi đó 15 tuổi, cởi trần đứng trên một chiếc bàn và rap "I'm Bad" của LL Cool J. Kim và người chị em song sinh, Dawn, bỏ nhà ra đi; họ chuyển tới sống ở nhà Eminem và mẹ của anh năm anh 15 tuổi. Anh và Kim bắt đầu mối quan hệ tình cảm năm 1989. Con gái họ, Hailie, sinh ngày 25 tháng 12 năm 1995; họ làm đám cưới năm 1999, li dị lần đầu năm 2001. Mặc dù Eminem kể với Rolling Stone năm 2002: "Tôi thà sinh con bằng dương vật còn hơn là tái hôn", không lâu sau anh và Kim tái hôn vào tháng 1 năm 2006. Anh nộp đơn li dị vào đầu tháng 4, đồng ý chia sẻ quyền nuôi Hailie. Anh còn nhận nuôi Alaina, con gái của Dawn và Whitney, con gái mà Kim có với một người khác. Đầu năm 2010, Eminem phủ nhận tin anh và Kim đã làm hòa. Anh cũng có quyền giám hộ hợp pháp với em trai cùng mẹ khác cha, Nathan, người cũng làm rapper với nghệ danh "Nate Kane". Trong bài hát "Headlights" vào năm 2014, Eminem đưa ra lời xin lỗi đồng thời khẳng định lại tình yêu dành cho mẹ của anh.

### Rắc rối pháp lý
Vào năm 1999, mẹ của Eminem đòi anh gần 10 triệu đô la vì xúc phạm bà trong The Slim Shady LP, nhưng chỉ nhận được khoảng 1 nghìn 600 đô la tiền bồi thường thiệt hại vào năm 2001. Eminem bị bắt giữ ngày 3 tháng 6 năm 2000 trong một cuộc ẩu đả với Douglas Dail tại một cửa hàng thiết bị âm thanh xe hơi tại Royal Oak, Michigan, khi anh rút ra một khẩu súng chưa nạp đạn và chĩa súng xuống đất. Một ngày sau, tại Warren, Michigan, anh bị bắt tiếp vì hành hung bảo vệ quán bar John Guerrera ở khu đỗ xe của quán Hot Rock Café sau khi nhìn thấy Guerrera hôn vợ mình. Eminem tái hiện lại việc tấn công Guerrera trong "The Kiss (Skit)" trong album The Eminem Show. Eminem, bị buộc tội mang vũ khí giấu kín và hành hung, nhận tội và chịu hai năm quản chế; vụ hành hung Guerrera được bỏ nhờ dàn xếp giảm nhẹ tội. Vào ngày 7 tháng 7 năm 2000 Kim có ý định tự sát khi rạch cổ tay, và sau đó kiện Eminem vì làm nhục cô sau khi anh tưởng tượng ra một cái chết thảm khốc của cô trong "Kim".
Vào ngày 26 tháng 10 năm 2000, khi Eminem chuẩn bị biểu diễn tại SkyDome ở Toronto thì trưởng tư pháp tỉnh Ontario Jim Flaherty nói rằng Eminem sẽ không được phép nhập cảnh vào Canada. Ông nói "cá nhân tôi không muốn những ai tới Canada mà lại ủng hộ bạo hành phụ nữ". Phản ứng của công chúng đối với Flaherty nhìn chung là tiêu cực vì ngăn không cho Eminem vào Canada được coi là liên quan tới vấn đề tự do ngôn luận, nghị sĩ đảng Tự do tỉnh Ontario Michael Bryant cho rằng rapper này phải bị khởi tố vì tội thù ghét, cụ thể là ủng hộ bạo hành phụ nữ trong lời bài hát của anh ta. Robert Everett-Green viết trong bài xã luận cho tờ The Globe and Mail, "Chướng tai gai mắt là từ để mô tả công việc của Eminem", trong khi buổi biểu diễn của rapper này tại Toronto vẫn diễn ra bình thường.
Nhân viên vệ sinh DeAngelo Bailey đòi Eminem 1 triệu đô vào năm 2001, buộc tội anh vì xâm phạm quyền riêng tư khi đã đăng thông tin sai về anh ta trong bài "Brain Damage", bài hát miêu tả Bailey là kẻ đầu gấu trường. Dù Bailey thừa nhận đôi xử không phải với Eminem ở trường, anh nói mình chỉ "đụng chạm" và "đẩy nhẹ" cậu ta. Vụ kiện bị bác bỏ vào ngày 20 tháng 10 năm 2003; thẩm phán Deborah Servitto, người đọc rap phần phán quyết, khẳng định rằng lời rap chỉ đơn thuần là phóng đại lên.
Ngày 28 tháng 6 năm 2001, Eminem bị kết án một năm quản chế và lao động công ích đồng thời bị phạt gần 2.000 đô la vì cáo buộc về việc sử dụng vũ khí xuất phát từ cuộc tranh cãi với nhân viên của Psychopathic Records.
Ngày 31 tháng 3 năm 2002, Nhạc công piano jazz Jacques Loussier đâm đơn kiện đòi 10 triệu đô từ Eminem và Dr. Dre, khi cho rằng nhịp điệu trong bài "Kill You" là từ nhạc phẩm "Pulsion" của ông. Loussier yêu cầu dừng việc bán The Marshall Mathers LP và bất kì bản copy nào còn bày bán phải bị tiêu hủy. Một phiên tòa được dự kiến bắt đầu vào tháng 6 năm 2004, và vụ việc được giải quyết sau đó.
Vào ngày 8 tháng 12 năm 2003, Cơ quan Mật vụ Hoa Kỳ thông báo họ đang "xem xét" các cáo buộc Eminem đã đe dọa Tổng thống Hoa Kỳ. Nguyên nhân là từ lời bài hát "We As Americans" ("Fuck money / I don't rap for dead presidents / I'd rather see the president dead / It's never been said, but I set precedents"). Vụ việc sau đó được chiếu trong video bài hát "Mosh", với hình ảnh một mẩu báo cắt ra được gắn trên bức tường đầy các bài báo về những điều không may trong sự nghiệp chính trị của Bush. Bài hát sau đó được phát hành trong CD với bản deluxe của Encore với lời được thay đổi đi.
Năm 2007 công ty phát hành nhạc của Eminem (Eight Mile Style) và Martin Affiliated kiện Apple Inc. và Aftermath Entertainment, khẳng định rằng Aftermath chưa được trao quyền đàm phán hợp đồng tải nhạc số với Apple đối với 93 bài hát của Eminem trên iTunes. Vụ kiện Apple nhanh chóng được giải quyết sau khi phiên tòa bắt đầu vào cuối tháng 9 năm 2009.
Tháng 7 năm 2010, Tòa án Phúc thẩm Hoa Kỳ khu vực chín phán quyết rằng F.B.T. Productions và Eminem được bồi hoàn 50 phần trăm doanh thu thuần của Aftermath từ việc cấp phép các bản thu của anh cho các công ty như Apple, Sprint Corporation, Nextel Communications, Cingular và T-Mobile. Vào tháng 3 năm 2011, Tòa án Tối cao Hoa Kỳ từ chối nghe điều trần.
Năm 2013, Eminem lấy mẫu bản nhạc "Lookin' Boy" của nhóm rap tới từ Chicago Hotstylz, cho đĩa đơn hit "Rap God". Nhóm khẳng định Eminem chưa được phép sử dụng đoạn nhạc mẫu, cũng như không hề nhắc tới công hay trả tiền bồi hường cho họ. Tháng 11 năm 2013, Hotstylz ra một bài hát tỏ ý coi thường Eminem có tên "Rap Fraud", trong đó họ lấy mẫu nhiều bài của anh ta và chỉ trích anh ta vì không kể công của họ. Tháng 1 năm 2015, TMZ đưa tin Hotstylz đang đâm đơn kiện rapper này và hãng thu âm Shady Records, đòi bồi hoàn 8 triệu đôla, vì sử dụng 25 giây mẫu của bài "Lookin' Boy" trong bài "Rap God", mà không được họ cho phép.

### Vấn đề về thuốc
Eminem từng bộc bạch về chứng nghiện các loại thuốc kê đơn, trong đó có Vicodin, Ambien và Valium. Theo lời thành viên nhóm D12 Proof, mãi tới năm 2002 mới "tỉnh táo trở lại". Trong quá trình làm phim 8 Mile Em mắc chứng mất ngủ do phải làm việc 16 giờ một ngày. Một nhân viên đưa cho anh một viên Ambien, thứ đã "hạ gục" Eminem, dẫn tới việc anh bắt đầu sử dụng đơn thuốc. Đây là trải nghiệm đầu tiên của Eminem về chứng nghiện thuốc, thứ có ảnh hưởng lớn với anh trong nhiều năm. Gần cuối giai đoạn sản xuất Encore, anh toàn "chỉ đi vào trong phòng thu và giết thời gian bằng một túi đầy thuốc viên". Eminem bắt đầu dùng thuốc vì muốn "cảm thấy ổn định", sử dụng "một số lượng [thuốc] khó tin" mà anh "có thể uống ở bất kỳ đâu", cụ thể là từ "40 tới 60 viên Valium [một ngày]", còn "Vicodin, có lẽ là 30". Những thứ thuốc này thường sẽ đưa anh vào một giấc ngủ không quá hai tiếng, sau đó anh tiếp tục uống thêm. Cân nặng của anh tăng tới 230 pound (100 kg) do thường xuyên ăn thức ăn nhanh: "Mấy đứa ở quầy thu ngân biết tôi – họ cũng chẳng cảm thấy phiền phức gì. Hoặc là tôi sẽ ngồi ở quán Denny's hay Big Boy và ăn một mình. Thật đáng buồn". Eminem trở nên không thể nhận ra do tăng cân, và từng nghe thấy hai thiếu niên tranh cãi đó có phải là anh không khi họ thấy anh: "Eminem đâu có béo."
Cuộc đấu tranh với thuốc lên tới đỉnh điểm vào năm 2007 sau khi sử dụng methadone quá liều. Eminem ban đầu mua methadone từ một con buôn nói với anh rằng nó "chỉ như Vicodin, và dễ chịu với gan hơn". Sau đó anh tiếp tục mua nhiều hơn, cho tới khi quỵ ngã trong nhà tắm vào một buổi tối và được đưa tới viện. Các bác sĩ cho biết anh đã tiêu hóa một lượng thuốc tương đương với bốn bịch heroin và "cách cái chết có hai tiếng đồng hồ". Sau khi lỡ Giáng sinh với gia đình, Eminem xuất viện khi vẫn còn yếu ớt và chưa hết hoàn toàn chất độc trong cơ thể. Vì bị rách sụn chêm "sau khi ngủ đúng 10 phút," anh buộc phải làm phẫu thuật. Sau khi về nhà anh gặp triệu chứng co giật và tái phát trong vòng ba tuần. Eminem bắt đầu đi lễ nhà thờ để thanh tẩy, nhưng sau khi được hỏi xin chữ ký, anh lại tìm kiếm sự giúp đỡ từ một người tư vấn phục hồi chức năng. Anh bắt đầu một chương trình tập luyện thể dục, chủ yếu là chạy, và hồi phục hoàn toàn vào ngày 20 tháng 4 năm 2008. Elton John là người tư vấn cho Eminem thời gian này khi thường gọi Eminem tuần một lần để kiểm tra.

### Cáo buộc phân biệt người đồng tính
Một số ca từ của Eminem được nhiều người xem là kì thị đồng tính luyến ái. Một chính trị gia người Úc từng cố gắng cấm Eminem vào nước ông. Eminem luôn phủ nhận điều này, cho rằng khi anh trưởng thành những từ như "faggot" và "queer" (từ có một trong số các nghĩa của chúng để ám chỉ người đồng tính một cách miệt thị) là từ xúc phạm chung chứ không chỉ riêng người đồng tính. Trong một cuộc phỏng vấn của Em cho chương trình 60 Minutes, nhà báo Anderson Cooper đã khơi lên chủ đề này: Khi Cooper hỏi có phải anh không thích người đồng tính không, Eminem trả lời rằng "Không, tôi không thấy có vấn đề gì với bất kì ai. Anh biết thế nghĩa là gì không? Tôi như tất cả mọi người thôi."
Anh là bạn của Elton John. Khi được hỏi ý kiến về trong cuộc phỏng vấn với tờ The New York Times về hợp pháp hóa hôn nhân đồng giới ở Michigan, Eminem trả lời: "Tôi nghĩ nếu hai người yêu nhau, thì làm sao chứ? Tôi nghĩ mọi người nên có cơ hội để được cảm thương như nhau, nếu họ muốn", "ý kiến về mọi thứ" của anh "trưởng thành hơn nhiều so với ngày xưa".

## Di sản

Tranh graffiti về Eminem tại Thượng Hải

Tranh vẽ Eminem ở Công viên Southsea

Eminem được coi là một trong những nghệ sĩ hip hop vĩ đại nhất mọi thời đại. Anh xếp thứ 83 trong danh sách 100 nghệ sĩ vĩ đại nhất mọi thời đại của Rolling Stone và thứ 79 trong danh sách tương tự của VH1. Vào năm 2010, MTV Bồ Đào Nha chọn Eminem là biểu tượng lớn thứ 7 trong lịch sử nhạc pop.
Eminem được ghi nhận là người đã truyền cảm hứng và thúc đẩy sự nghiệp âm nhạc của những nghệ sĩ hip hop như 50 Cent, Yelawolf, Stat Quo, Royce da 5'9", Cashis, Obie Trice, Bobby Creekwater, Boogie và các nhóm nhạc D12, Slaughterhouse. Một vài nghệ sĩ coi Eminem là người có tầm ảnh hướng lớn đối với sự nghiệp của họ, bao gồm The Weeknd, Logic, Joyner Lucas, Lil Wayne, 50 Cent, Kendrick Lamar, Ed Sheeran, J. Cole, Chance the Rapper, Regina Spektor, Lana Del Rey và Juice WRLD.

## Thành tựu
Anh là nghệ sĩ bán đĩa chạy nhất từ năm 2000 tới năm 2010 theo Nielsen SoundScan Hoa Kỳ; với ước tính số album tiêu thụ trên toàn thế giới là 172 triệu bản, Eminem là một trong những nghệ sĩ bán đĩa chạy nhất thế giới. Anh có trên 6 tỉ lượt xem trên kênh Vevo YouTube. Vào năm 2010 âm nhạc của Eminem thu hút 94 triệu lượt stream (nhiều hơn bất kì nghệ sĩ nào), và vào tháng 5 năm 2014 Spotify nêu tên anh với tư cách là nghệ sĩ được phát nhiều nhất mọi thời đại. "Love the Way You Lie" (11× bạch kim) và "Not Afraid" (10× bạch kim) là hai bài hát được chứng nhận kim cương từ RIAA giúp anh trở thành nghệ sĩ đàu tiên tại Hoa Kỳ có hai đĩa đơn được chứng nhận này tại Mỹ. Vào tháng 6 năm 2014, Eminem là nghệ sĩ nam bán đĩa chạy thứ hai kỉ nguyên Nielsen SoundScan, nghệ sĩ bán đĩa chạy thứ 6 tại Hoa Kỳ và là nghệ sĩ hip hop bán đĩa chạy nhất, với 45,1 triệu album và 42 triệu bài hát (trong đó có 31 triệu chứng nhận đĩa đơn kĩ thuật số). Eminem có mười album số một Billboard 200: bảy album solo (5 album phòng thu và 2 tuyển tập), hai với D12 và một với Bad Meets Evil. The Eminem Show, The Marshall Mathers LP, và Encore lần lượt là album bán chạy thứ 3, 7 và 40 trong thập niên 2000. Anh cũng có 13 single quán quân toàn cầu. Eminem được nhắc tới trong sự thăng tiến của các rapper như 50 Cent, Yelawolf, Stat Quo, Royce da 5'9", Cashis, Obie Trice, Bobby Creekwater, và nhóm rap như D12 và Slaughterhouse.
Vào tháng 8 năm 2011 Eminem được tạp chí Rolling Stone gọi với cấi tên Ông vua Hip-Hop sau khi phân tích doanh số album, vị trí các bảng xếp hạng R&B, hip-hop và rap, lượt xem YouTube, mạng xã hội, doanh thu biểu diễn, giải thưởng và các đánh giá phê bình của các rapper phát hành nhạc từ năm 2009 tới nửa đầu năm 2011. Album thành công thứ hai của anh, The Marshall Mathers LP, là album solo bán nhanh nhất Hoa Kỳ và được xếp là một trong những album hip-hop hay nhất mọi thời đại theo Rolling Stone, Time và XXL. Rolling Stone xếp đây là album hay thứ 7 của thập niên 2000. Đĩa đơn thứ ba của albumm "Stan", là một trong những ca khúc của Eminem nhận được đánh giá phê bình tích cực nhất, khi Pitchfork Media gọi bài hát này là "một cột mốc văn hóa". Năm 2015, rapper Joe Budden viết một ca khúc có tên "Slaughtermouse" để tỏ lòng mến mộ Eminem.
Nhiều nghệ sĩ pop và hip-hop coi Eminem là niềm cảm hứng trong đó có Crooked I, Tech N9ne, Logic Lil Wayne, Nicki Minaj, T.I., B.o.B Jhené Aiko, 50 Cent, Usher, Earl Sweatshirt, Ab-Soul, Freddie Gibbs, Kendrick Lamar, Ed Sheeran, Lana Del Rey, Big Sean, J. Cole, Skylar Grey, Bubba Sparxxx, Asher Roth, Machine Gun Kelly, Yelawolf, Hopsin, Tyler, The Creator, Hollywood Undead, Chris Webby, Chance the Rapper Stalley, Royce da 5'9", Joe Budden, Tony Yayo, và The Game. Các nhân vật đi tiên phong về rap như David Banner, Wiz Khalifa, Talib Kweli, Kool G Rap, Redman, Kurupt, Dr. Dre, N.O.R.E., Rakim, Busta Rhymes và Jay Z đều gọi Eminem là một trong những rapper vĩ đại nhất mọi thời đại.

## Danh sách đĩa nhạc
- Infinite (1996)
- The Slim Shady LP (1999)
- The Marshall Mathers LP (2000)
- The Eminem Show (2002)
- Encore (2004)
- Relapse (2009)
- Recovery (2010)
- The Marshall Mathers LP 2 (2013)
- Revival (2017)
- Kamikaze (2018)
- Music to Be Murdered By (2020)
- Music to Be Murdered By - Side B (2020)
- The Death of Slim Shady (Coup de Grâce) (2024)

## Danh sách phim
| Năm  | Phim             | Vai                         | Ghi chú |
| ---- | ---------------- | --------------------------- | --- |
| 2000 | Da Hip Hop Witch | Eminem                      | |
| 2001 | The Wash         | Chris                       | Không được ghi công |
| 2002 | 8 Mile           | Jimmy "B-Rabbit" Smith, Jr. | - Giải Oscar cho bài hát gốc hay nhất ("Lose Yourself") - Giải thưởng ASCAP cho Bài hát được thể hiện nhiều nhất từ một tác phẩm điện ảnh ("Lose Yourself") - Giải thưởng Phim BMI cho Âm nhạc - Giải thưởng Phim BMI cho Bài hát được thể hiện nhiều nhất từ một bộ phim ("Lose Yourself") - Giải thưởng Sự lựa chọn của Giới phê bình cho Bài hát hay nhất ("Lose Yourself") - Giải thưởng Phim MTV cho Video hay nhất từ một bộ phim ("Lose Yourself") - Giải thưởng Phim MTV cho Diễn xuất của nam xuất sắc nhất - Giải thưởng Phim MTV cho Diễn xuất đột phá của nam xuất sắc nhất - Giải Sự lựa chọn của Giới trẻ cho Diễn viên điện ảnh – Thể loại Phiêu lưu Kịch tính/Hành động - Giải Sự lựa chọn của Giới trẻ cho Ngôi sao điện ảnh đột phá – Nam - (Đề cử) Giải CFCA cho Diễn viên triển vọng nhất - (Đề cử) Giải Quả cầu vàng cho Bài hát gốc hay nhất từ một tác phẩm điện ảnh ("Lose Yourself") - (Đề cử) Giải Vệ tinh Vàng cho Bài hát gốc hay nhất ("Lose Yourself") - (Đề cử) Giải Grammy cho Ca khúc phim điện ảnh, truyền hình hoặc phương tiện truyền thông khác ("Lose Yourself") - (Đề cử) OFCS cho Diễn xuất đột phá hay nhất |
| 2009 | Funny People     | Eminem                      | Cameo |
| 2014 | The Interview    | Eminem                      | Cameo |

| Năm                           | Phim                | Vai                                              | Ghi chú |
| ----------------------------- | ------------------- | ------------------------------------------------ | --- |
| 1999 2000 2002 2004 2010 2013 | Saturday Night Live | Khách mời hát                                    | Mùa 25, Tập 3: "Norm Macdonald/Dr. Dre, Snoop Dogg & Eminem" Mùa 26, Tập 1: "Rob Lowe/Eminem" Mùa 27, Tập 19: "Kirsten Dunst/Eminem" Mùa 30, Tập 4: "Kate Winslet/Eminem" Mùa 36, Tập 10: "Jeff Bridges/Eminem & Lil Wayne" Mùa 39, Tập 5: "Kerry Washington/Eminem" |
| 2000                          | The Slim Shady Show | Eminem, Marshall Mathers, Slim Shady, Ken Kaniff | Phim trên mạng |
| 2004                          | Crank Yankers       | Billy Fletcher                                   | Mùa 3, Tập 1: "Eminem & Tracy Morgan" |
| 2010                          | Entourage           | Eminem                                           | Mùa 7, Tập 10: "Lose Yourself" |
| 2013                          | Detroit Rubber      | Eminem                                           | Phim trên mạng Mùa 1, Tập 1: "Pilot" Ngoài ra còn làm giám đốc sản xuất |

| Năm  | Phim                                   | Vai    | Ghi chú   |
| ---- | -------------------------------------- | ------ | --------- |
| 2003 | 50 Cent: The New Breed                 | Eminem | Vai phụ   |
| 2012 | Something from Nothing: The Art of Rap |        | Vai phụ   |
| 2012 | How to Make Money Selling Drugs        | Eminem | Vai phụ   |
| 2015 | Not Afraid: The Shady Records Story    | Eminem | Vai chính |

| Năm  | Phim                    | Vai   | Ghi chú                                             |
| ---- | ----------------------- | ----- | --------------------------------------------------- |
| 2000 | The Up In Smoke Tour    | Chính | Phát hành chung với Dr. Dre, Snoop Dogg và Ice Cube |
| 2005 | Live from New York City | Chính | Trình diễn tại Madison Square Garden                |

| Năm  | Phim                 | Vai             | Ghi chú                 |
| ---- | -------------------- | --------------- | ----------------------- |
| 2005 | 50 Cent: Bulletproof | Thám tử McVicar | Lồng tiếng và dáng điệu |

## Sách
| Tên sách     | Năm  | Trang |
| ------------ | ---- | ----- |
| Angry Blonde | 2000 | 148   |
| The Way I Am | 2008 | 208   |

## Dự án kinh doanh
- Shady Records
- Shade 45 Sirius
- Shady Ltd. Clothing
- Shady Games
- Eight Mile Style LLC[168]
- The Marshall Mathers Foundation
- Shady Films